# Epsom Salts Monorail

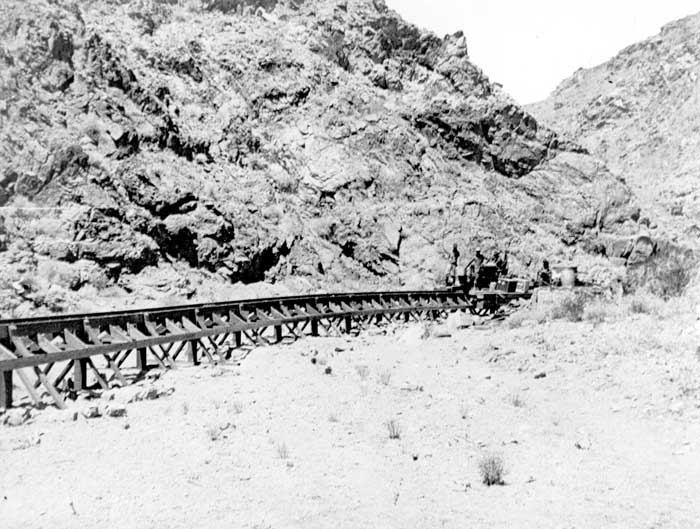
Epsom Salts Monorail

Die Epsom Salts Monorail oder Magnesium Monorail war eine kalifornische Einschienenbahn von Magnesia an der Trona Railway durch den Layton Canyon und über den Wingate Pass zum Epsom-Salzbergwerk bei den Owlshead Mountains südwestlich des Death Valley. Sie wurde 1922 bis 1924 von Thomas Wright, einem Floristen aus Los Angeles, erbaut, nachdem dieser dort Salzvorkommen entdeckt hatte.

## Geschichte

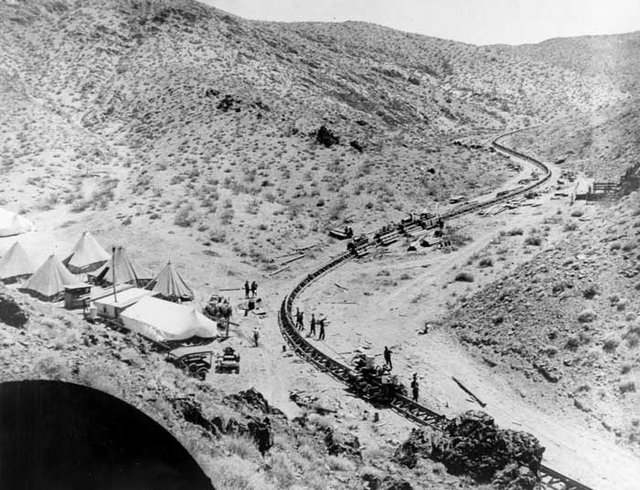
Camp der Epsom Salts Monorail

Während des Ersten Weltkriegs richteten Thomas Wright und seine Investoren ein Camp im Crystal Hills Wash ein und bereiteten das Gelände für den Salzabbau vor. Ihre Versorgungsgüter mussten teilweise ohne geeignete Wege vom 63 km entfernten Randsburg per Lastwagen angeliefert werden. Der Bau einer Eisenbahnlinie wurde erwogen, aber wegen der Kosten beim Einebnen des unebenen Geländes verworfen. Daher entschloss sich Thomas Wright, eine Einschienenbahn auf hölzernen Stützen zu errichten.
Die Bauarbeiten wurden von der American Magnesium Company durchgeführt, die Thomas Wright gegründet hatte. Für den Bau der Stützen wurde Douglasienholz per Schiff nach San Pedro gebracht und dann per Eisenbahn über Mojave zum Bahnhof Searles. Von dort wurde es mit der Trona Railway zum Gleisanschluss von Magnesia gebracht. Um die Monorail zu bedienen, wurde extra ein Rangiergleis verlegt. Im September 1923 waren bereits 25 der 45 Kilometer fertiggestellt.
Die Einschienenbahn wurde 1924 fertiggestellt und eingeweiht. Sie wurde als die „schnellste Einschienenbahn der Welt“ bekannt, weil sie die 45 km lange Strecke kurz nach der Inbetriebnahme vollbeladen innerhalb einer Stunde zurücklegte. Über die nächsten zwei Jahre transportierte die Einschienenbahn weniger Salz zum Gleisanschluss als ursprünglich geplant, von wo aus es in die Fabrik der American Magnesium Company nach Wilmington in Kalifornien gebracht wurde.
1924/25 arbeiteten 12–15 Mitarbeiter im Bergwerk. Anfangs konnte der Epsomit einfach mit einer Gartenhacke vom Boden gelöst werden. Aber das Vorkommen des qualitativ hochwertigen Minerals war beschränkt und es stellte sich heraus, dass es mit 50 % Beimengungen verunreinigt war. Die Rentabilität des Salzabbaus litt unter den hohen Kosten für die Instandhaltung der sich beim Trocknen verziehenden Holzkonstruktion, durch mangelhafte Lokomotiven und Staublawinen, die Teile der Strecke beschädigten, so dass das Bergwerk im Juni 1926 geschlossen wurde. Da sich bis 1928 keine Käufer fanden, konnte nur ein kleiner Teil der Investitionen von etwa einer Million US-Dollar bei der Liquidation des Unternehmens gerettet werden.

## Route und Konstruktion

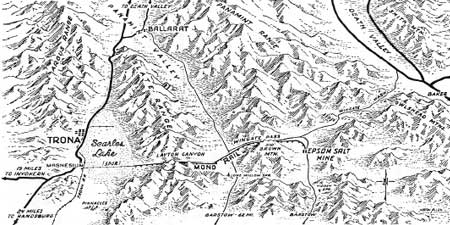
Karte der Epsom Salts Monorail

Vom Gleisanschluss in Magnesia führte die Bahnlinie über das trockene Bett des Searles Lake. Sie stieg auf einer 7,5 km langen Strecke mit einer Steigung von 7 % über den Layton Canyon um 548 Höhenmeter. Sie überquerte den Layton Pass und verlief dann durch einen schmalen Canyon bergab bis in die Talsohle des Panamint Valley mit nur einer Straßenkreuzung auf der Strecke. Auf der anderen Talseite stieg sie mit einer Steigung von 10–12 % bis zum Wingate Pass, dann entlang dem Wingate Wash und dem Crystal Hills Wash und schließlich in südwestlicher Richtung bis zum Camp und dem Bergwerk.
Diese Streckenführung machte eine konventionelle Adhäsions-Eisenbahnlinie wegen der großen Steigungen unmöglich. Da Einschienenbahnen damals als sehr zukunftsträchtig galten, erschienen sie für die Strecke zu dem einsam gelegenen Bergwerk als ideal. Thomas Wright baute und testete ein Modell und meldete darauf Patente an.
Ende 1922 begannen die Bauarbeiten an der wirklichen Strecke. Ein hölzerner Zentralbalken mit einem Querschnitt von 15 × 20 cm wurde durch mehrere hölzerne Stützen getragen, die im Abstand von knapp 2,50 m (8 Fuß) aufgestellt wurden. Darauf wurde eine konventionelle Stahlschiene mit 25-40 kg/m verlegt. An den Ständern wurden Querbretter befestigt, um 5 × 15 cm Führungsschienen für die seitliche Führung anzubringen.

## Fahrzeuge

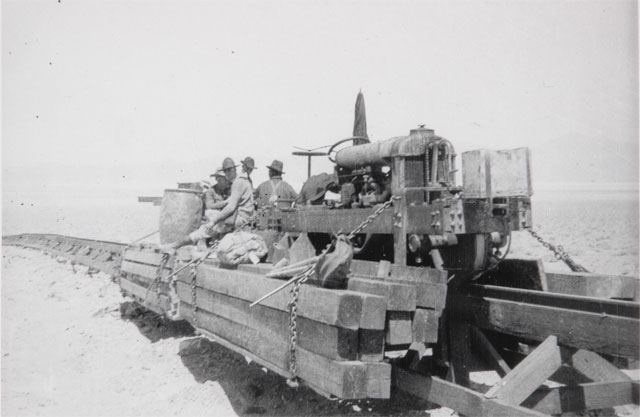
Epsom Salts Monorail mit Baumaterial

Die Fahrzeuge hatten rechteckige Stahlrahmen, in denen an jedem Ende jeweils ein Doppelflanschrad lief. Um das Gefährt auszubalancieren, gab es gefederte Stahlteile mit 20 cm breiten Rollen mit 20 cm Durchmesser. Zwischen den Fahrzeugen waren Kupplungen, die bei den Straßenbahnen von Los Angeles ausrangiert worden waren.
Die Ladung wurde in Behältern auf beiden Seiten der Wagen verstaut, mit einem tief liegenden Schwerpunkt wie bei den Satteltaschen von Maultieren. Die Lokomotiven hatten einen ähnlichen Aufbau wie die Wagen. Die erste während der Bauarbeiten verwendete Lok war batteriebetrieben. Da sie aber zu schwach war, um beladene Züge zu ziehen, wurden Fordson-Traktoren als Antriebsfahrzeuge umgebaut. Anfangs noch ohne Gelenke wurde der Antrieb in Kurven stark belastet, so dass man später einen Kettenantrieb vorsah. Insgesamt wurden acht Loks auf der Strecke eingesetzt, sieben davon mit Fordson-Motoren und eine später gebaute Lok mit einem stärkeren Buda-Motor.
Bremsen gab es nur an der Lok, was ständig zu Problemen im Betrieb führte. Jede Lok durfte mit maximal 1500 kg beladen werden, während die Wagen mit 3900 kg beladen werden konnten. Die Höchstgeschwindigkeit betrug 56 km/h, in der Ebene wurden 48 km/h erreicht.

## Überreste

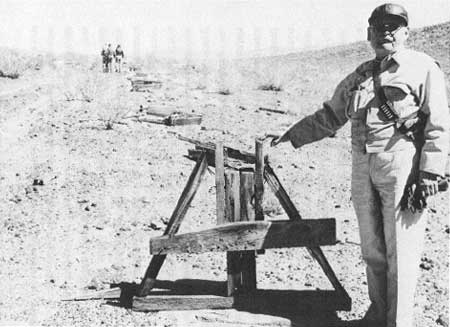
Hölzerne Stützen der Epsom Salts Monorail am Wingate Pass

Ende der 1930er Jahre wurde die Einschienenbahn abgebaut, nur die A-Rahmen blieben in der Wüste stehen. Einige davon verschwanden über die Jahre in den Lagerfeuern der Wüstenbesucher oder als Souvenir. Der größte Teil der Strecke befindet sich heute im militärischen Sperrgebiet der China Lake Naval Weapons Center „B“ Range. Das Bergwerk liegt hingegen auf dem Gelände des Death Valley National Park und ist über einen Zugang bei der Fort Irwin Army Base in der Nähe von Tecopa zugänglich.
Der Gleisanschluss an der Trona Railway kann über eine unbefestigte Straße, die von einer Straßenkreuzung am California Highway 178 nach Norden zu den Trona Pinnacles führt, erreicht werden. Dort sind normalerweise Güterwagen abgestellt, so dass er leicht zu finden ist. Es gibt in der Gegend noch schwere Betonfundamente und Ruinen von früheren Wohngebäuden.